# Sacha Distel
Ne doit pas être confondu avec Sasha Mitchell.
Pour les articles homonymes, voir Distel.
Sacha Distel, né le 29 janvier 1933 à Paris 13e et mort le 22 juillet 2004 au Rayol-Canadel-sur-Mer (Var), est un guitariste de jazz, compositeur et chanteur français.

## Biographie

### Origines, enfance et jeunesse
D'origine juive russe par son père, Lionia (Léonide), né à Odessa en 1894 et mort en 1970, Sacha Distel est aussi le neveu de Ray Ventura par sa mère, Andrée Ventura (1902-1965), d'origine juive, turque par son père, pianiste et ancienne lauréate du Conservatoire.
Son père arrive en France en 1917, au moment de la révolution russe, pour y rejoindre son frère qui y possède une usine de produits chimiques. Il fait des études d'ingénieur chimiste avec l’intention de travailler dans l'usine de son frère mais celui-ci, en raison de difficultés financières, part vivre au Mexique. Son père devient alors garagiste, puis commerçant en produits électroménagers possédant deux magasins, l'un à Paris 8e, rue de Surène et l'autre à Saint-Ouen-sur-Seine.
Ses parents travaillant tous les deux, il est mis au jardin d'enfants à l'âge de 3 ans et entre au cours préparatoire huit jours après. Il vit alors dans le 16e arrondissement de Paris, 34, rue Erlanger.
Il apprend le piano très jeune. Bien qu'il l'admire, il ne voit alors jamais son célèbre oncle Ray Ventura, souvent parti en tournée, sauf lorsque celui-ci installe son orchestre à Paris. Sacha Distel intègre, le temps d'un dimanche après-midi, son orchestre, y jouant du saxophone miniature. Adorant chanter et en particulier imiter Maurice Chevalier, en 1939, il participe à l'âge de 6 ans à un radio-crochet qu'il remporte.
Sous l'Occupation, la police française arrête sa mère le 7 février 1942, non pas parce qu'elle est juive, mais pour des raisons politiques. Elle est emprisonnée à la prison du Cherche-Midi, mais n’est pas déportée. Lors de l'arrestation de sa mère, il espère pouvoir empêcher la police de l'emmener, (il a alors 9 ans), et se met à jouer du piano et à chanter. Sur l'initiative de son père, il est confié à Fernande Chaboche à La Baconnière. Il est caché comme treize autres enfants juifs par Constant Domaigné au collège de l'Immaculée-Conception, rue Crossardière à Laval, où il est enregistré sous le nom d’Alexandre Ditel, afin d'éviter la curiosité des militaires allemands présents dans les locaux du collège. Il reste au collège jusqu'à la libération de Laval au début d'août 1944 où son père vient le chercher et retrouve sa mère lors de la libération de Paris.
Il entre au lycée Janson-de-Sailly, puis au lycée Claude-Bernard, où il est un élève moyen.
Grâce à son oncle Ray Ventura, Sacha Distel s’intéresse progressivement au jazz. Il assiste aux diverses répétitions et enregistrements de l'orchestre de celui-ci : Les Collégiens. En 1947, lors du tournage du film Mademoiselle s'amuse, dont son oncle est le producteur, il demande à Henri Salvador, guitariste de cet orchestre que l'on retrouve dans le film, de lui donner des leçons de son instrument, ayant deviné que c'était un puissant moyen de séduction auprès des femmes. Henri Salvador l'envoie s'acheter une guitare à Montreuil chez le luthier Di Mauro et il devient son élève. À la rentrée scolaire 1947, il crée avec cinq camarades de son lycée Claude-Bernard les Noise Makers, un orchestre aux sonorités jazz Nouvelle-Orléans, dont il est le guitariste, répétant dans l'appartement familial de la rue Erlanger.
Ray Ventura, qui a eu vent de cela, lui propose de venir à une soirée à l’Alhambra l’hiver de 1948. Dizzy Gillespie y joue avec son orchestre. Entouré par Bruno Coquatrix, Paul Misraki, et André Hornez, Sacha découvre le bebop. Dans la salle, c'est une bataille d'Hernani.

### Débuts comme guitariste de jazz
Dès le lendemain, Sacha Distel tente le tout pour le tout, en essayant de rallier les Noise Makers à sa nouvelle passion. Cette tentative scelle la fin de l’orchestre et donne naissance à deux groupes concurrents : les « Irréductibles » du style New Orleans de Guy Wormser et les « Aficionados » du cool jazz et du be-bop menés par Sacha Distel. En rencontrant Hubert Damisch, saxophoniste et fan de cool jazz (devenu depuis un historien de l'art), Sacha Distel monte le groupe qui lui permet d’entrer dans la cour des grands. Avec l’aide de Jean-Marie Ingrand (bassiste), Mimi Perrin (pianiste) et Jean-Louis Viale (batterie), ils décrochent à la Nuit du jazz du Coliséum le prix du meilleur petit orchestre moderne (Hubert Damisch et Sacha Distel récoltant, quant à eux, des prix en tant que saxophoniste ténor et guitariste). Le café-restaurant Sully d’Auteuil les engage pour jouer tous les samedis après-midi, Jean-Louis Durand lui propose de l’accompagner pour une tournée en Bretagne. Pour Sacha Distel, une fois obtenu le baccalauréat, c’est le début de la carrière de musicien, qui commence l’année d’après. Il a 19 ans lorsque Ray Ventura l'expédie à New York, où il achète une guitare électrique, pour y apprendre l'anglais et découvrir le métier d'éditeur musical. Il revient des États-Unis ivre de jazz, tout pétri de la musique noire du Birdland et de Greenwich Village. Il en rapporte aussi une guitare électrique. Lors de ce séjour, il a fréquenté Audrey Hepburn.
À son retour, il commence par être guitariste de jazz dans les boîtes de Saint-Germain-des-Prés et du Quartier latin, notamment le Caveau de la Huchette. En 1955, il enregistre avec Lionel Hampton l'album French New Sound et avec John Lewis, le pianiste du Modern Jazz Quartet, Afternoon in Paris,. En 1956, Sacha Distel est considéré comme l'un des meilleurs guitaristes de jazz français. Il joue avec Stéphane Grappelli, Roger Guérin, Bernard Vitet, Maurice Vander, Michel Portal, et bien d'autres. Il accompagne Juliette Gréco, Sarah Vaughan et découvre Frank Sinatra.

### Chanteur et homme du show business

#### Scoubidouet autres succès
Ce travail d'accompagnateur de chanteurs l'encourage à se lancer lui-même dans la chanson. Le titre Scoubidou le lance définitivement en 1959. Ce titre est au départ une pochade introduite dans un récital présenté au Casino d'Alger, en décembre 1958, avec un trio de jazz. Le refrain, « Des pommes, des poires et des scoubidous-bidous », inspiré du scat « shoo-bee-doo-be-doo », devient rapidement populaire.

#### La Belle Vie
En 1961, une mélodie, Marina (La Belle Vie) que Sacha Distel compose à la demande de Roger Vadim pour l'un des sketches du film Les Sept Péchés capitaux rencontre un beau succès. Les succès s'enchaînent : Personnalités en 1959, Mon Beau Chapeau en 1960, puis Quand on s'est connus.

#### Consécration
Sacha Distel vit une idylle de l'été 1958 au printemps 1959 avec Brigitte Bardot, rencontrée une première fois en 1956 dans le studio musical à Paris rue Jean-Giraudoux après le tournage de Et Dieu... créa la femme dont il est chargé de surveiller l'enregistrement de la bande sonore du film.
Couronné en 1959 par le Grand Prix de l'Académie Charles-Cros, il débute à l'écran dans le film Les Mordus de René Jolivet. Pendant le milieu des années 1960 et la période yé-yé en France, Sacha Distel se fait discret sur les scènes hexagonales et se construit avec succès une carrière internationale. Il est très apprécié dans les pays anglo-saxons. Il s'investit également comme animateur à la télévision française,. À partir de 1963 (et jusqu'en 1971), il anime des émissions de variétés à la télévision, notamment les Sacha Show de Maritie et Gilbert Carpentier, émission qui avait notamment pour auteurs Serge Gainsbourg et Jean Yanne. Il chante entre autres avec Joe Dassin L'équipe à Jojo (1970), Henri Salvador, Mireille Mathieu et Joe Dassin dans un pastiche des Platters où ils interprètent la chanson Only You (1969).

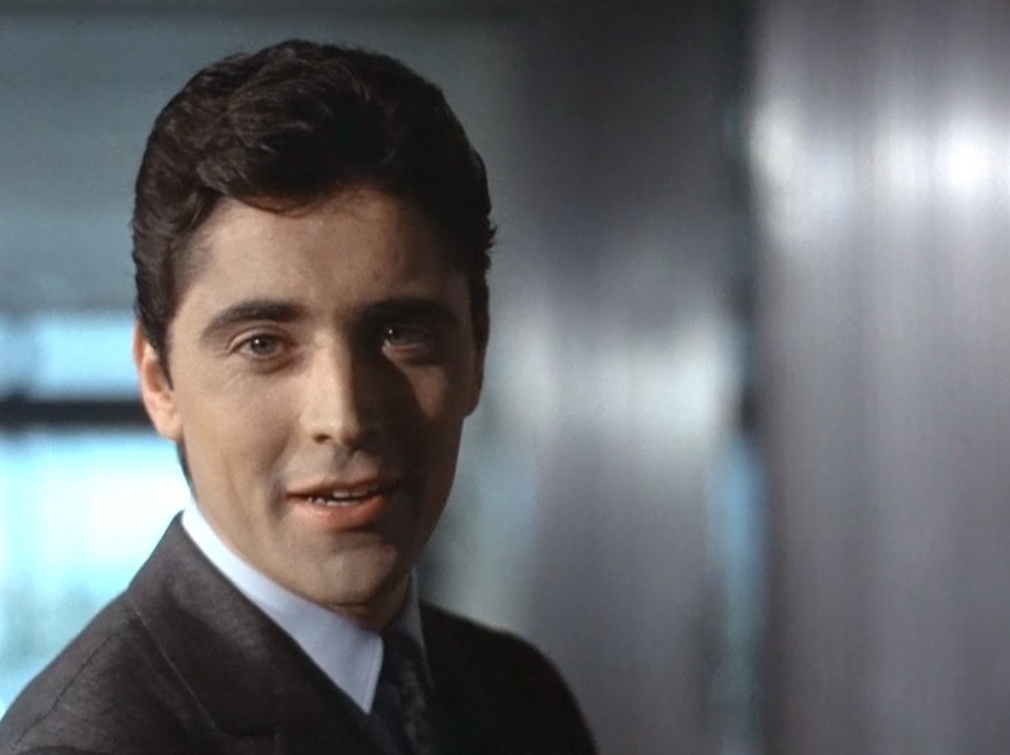
Sacha Distel en 1965.

En 1960, Europe 1 dirige une enquête sur les goûts musicaux des jeunes. Ce dernier confirme la popularité de Sacha Distel auprès de vingt-six mille auditeurs entre 13 et 24 ans, puisque ce dernier arrive en tête du sondage.
Durant la décennie 1960, il connaît le succès avec deux titres cha-cha, Monsieur Cannibale et Scandale dans la famille, ainsi que L'Incendie à Rio, sous forme de samba de carnaval, se constituant un répertoire léger avec des chansons humoristiques, sans quitter son rôle de crooner. Sa version française de Toute la pluie tombe sur moi (chanson du film Butch Cassidy et le Kid) s'écoule à plus de 100 000 exemplaires en 1970.
En 1971, il interprète un rôle important dans le film de Philippe Labro Sans mobile apparent, mais ne reçoit pas ensuite de propositions d'autres films au cinéma.
Durant la décennie 1960, il change trois fois de maison de disques : Philips (1959-63), RCA (1963-66), Pathé-Marconi (1966-1974).

#### Succès et baisse de popularité
Dans les années 1970 et 1980, il connaît encore de beaux succès. Ses principaux tubes sont Ma première guitare (1972), Le soleil de ma vie (en duo avec Brigitte Bardot (1973), Accroche un ruban (1973), La vieille dame (1974), Vite chérie, vite (1975), Pour une nuit avec toi (1975), Toutes les mêmes (1976), Baby Star (1976), Le père de Sylvia (1976), Le Bateau blanc (1980), Ma femme (1982). Voulant moderniser son image et estimant que sa production est mal exploitée par Pathé Marconi, il signe pour la distribution chez Disques Carrère en 1975. Il doit encore par contrat un 33 tours à Pathé Marconi, et enregistre en un seul jour le 26 novembre 1974 un album de chansons brésiliennes, Un amour, un sourire, une fleur pour lequel il ne fait aucune promotion. (Au Royaume-Uni, le titre Toute la pluie tombe sur moi (Raindrops keep falling on my head) atteint la 10e place des ventes. Il rechante sur scène avec Ray Ventura Qu'est-ce qu'on attend pour être heureux, dans les années 1970.
En 1978, il tente de suivre la vague disco comme Dalida et Claude François. Il sort l'album Forever and ever où il reprend la chanson Venus , titre de 1969 de  Shocking Blue, repris aussi par  Bananarama.
Malgré de nombreux 45 tours et albums sortis sous le label Carrère, il peine à retrouver le succès des deux décennies précédentes. Ainsi, malgré la collaboration de Serge Gainsbourg et Claude Nougaro, l'album de mai 1980 Musique et couleurs ne rencontre qu'un succès d'estime. Il retrouve les faveurs du public avec le 45 tours Le bateau blanc sorti en décembre 1980.
Les deux albums suivants, Venise (1983) et Et je pense à toi (1985, ce dernier contenant des titres inédits de Jacques Brel, Les crocodiles, et de Georges Brassens, Le myosotis), ne lui permettent pas de retrouver un écho plus favorable.
Il produit et anime ensuite l'émission La Belle Vie sur TF1, de 1984 à 1985. 
Le 28 avril 1985 à 3h20 du matin, au volant de sa Porsche 924 Carrera GT, il perd le contrôle de son véhicule et a un accident de la route sur la RN 7 dans la traversée du hameau de Maltaverne (commune de Tracy-sur-Loire, à proximité de Cosne-sur-Loire). Sa passagère, l'actrice Chantal Nobel, alors héroïne du feuilleton télévisuel Châteauvallon, est grièvement blessée, et restera handicapée à vie. Sacha Distel, légèrement blessé à la tête, est condamné à un an de prison avec sursis, pour blessures involontaires,.
Ses albums suivants, Jazzy (1988) et Dédicaces (1992, dans lequel il reprend des succès de la chanson française), passent inaperçus.
En décembre 1988, il présente en direct sur FR3 l'élection de Miss France 1989

#### Reprise des succès de Ray Ventura
Revenant à nouveau aux succès de Ray Ventura, Sacha Distel enregistre en 1993, à l'instar du Grand Orchestre du Splendid en 1977, un disque complet des reprises des chansons de son oncle, avec la participation d'Henri Salvador, Paul Misraki, Salvatore Adamo, Michel Fugain, Philippe Lavil, Guy Marchand, Francis Perrin, Claude Brasseur, Jean-Pierre Foucault, Michel Legrand, Gérard Holtz, Michel Drucker, Enrico Macias, Christian Morin, Popeck, Jean-Pierre Cassel, Darry Cowl, Jacques Martin, Carlos, Sim et Stéphane Grapelli. Il sort deux albums, l'un en 1993 Sacha Distel et ses collégiens jouent Ray Ventura, l'autre Swinguer la vie (1995).
En 1998, il sort un nouvel album Ecoute mes yeux qui passe totalement inaperçu.

### Fin de carrière
Il tient le rôle principal dans la comédie musicale Chicago à Londres en 2001. En 2003, il tente un autre retour dans la chanson française avec un double CD, En vers et contre vous, recueil de mélodies jazzy associant de nouvelles compositions et des reprises de standards, sans grand succès.

### Mort
Sacha Distel meurt le 22 juillet 2004 à l'âge de 71 ans des suites d'un cancer du côlon,. Il avait survécu précédemment à un cancer de la peau et à un cancer de la glande thyroïde. Il repose dans la crypte familiale de la propriété de ses beaux-parents au Rayol-Canadel.

### Vie privée

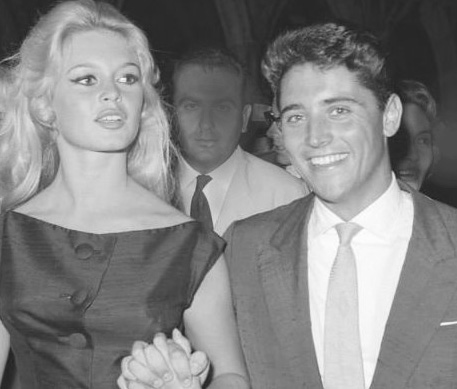
Sacha Distel et Brigitte Bardot en Italie en 1958.

Par son charme et son physique de play boy, Sacha Distel a eu de très nombreuses aventures sentimentales, notamment avec Juliette Gréco, Jeanne Moreau, Brigitte Bardot et Annette Stroyberg. En 1961, il rencontre Francine Bréaud (7 juin 1934 - 29 décembre 2024), championne de ski, qu'il épouse en 1963, à Megève, avec laquelle il a deux fils, Laurent en 1964, et Julien en 1967.

## Hommages et références
En janvier 2017 a lieu au Palais des sports la première de Hit Parade, comédie musicale rendant hommage aux titres de Claude François, Dalida, Mike Brant et Sacha Distel.
En novembre 2021 sort un album d'une nouvelle formation des collégiens, Hommage à Ray Ventura et Sacha Distel avec un titre inédit de Sacha Tu ressembles à Paris, paroles de Claude Lemesle, musique de Sacha Distel.